# Neurigona yunnana
Neurigona yunnana är en tvåvingeart som beskrevs av Wang, Yang och Patrick Grootaert 2007. Neurigona yunnana ingår i släktet Neurigona och familjen styltflugor. Inga underarter finns listade i Catalogue of Life.